# Roy Bean
Phantly Roy Bean junior (contea di Mason, 1825 – Langtry, 16 marzo 1903) è stato un giurista statunitense.
Eccentrico proprietario di un saloon, si autoproclamò giudice di pace della Contea di Val Verde in Texas.
Si guadagnò così l'appellativo La legge all'Ovest del Pecos. Secondo la versione più accreditata, Bean aprì un saloon vicino al Rio Grande in un angolo desolato del deserto di Chihuahua nel sud-ovest del Texas. Qui divenne la massima autorità e giudicò tutti i crimini avvenuti.
Si occupò soprattutto di abigeati, ma non mancarono casi di omicidi. Era stimato per il suo buon senso, ma talvolta favoriva i suoi amici.
Nell'immaginario popolare è ricordato come uomo violento, severo e incorruttibile a causa dei molti film sulla sua figura. In realtà fu un uomo di temperamento tranquillo e pacifico e, durante la sua lunga carriera, fece condannare all'impiccagione solo due persone, una delle quali evase prima dell'esecuzione.
Suo figlio eresse in suo ricordo un museo.

## Roy Bean nella cultura di massa

### Cinema
Autentica "leggenda del West", Roy Bean ispirò anche diverse pellicole cinematografiche. Tra queste occorre menzionare il film L'uomo del West, diretto da William Wyler nel 1940, e il film L'uomo dai 7 capestri, sceneggiato da John Milius e diretto nel 1972 da John Huston, con Paul Newman che interpreta la parte del famoso giudice.

### Fumetto
Roy Bean compare inoltre nella Saga di Paperon de' Paperoni di Don Rosa, nel capitolo 8 bis (La prigioniera del fosso dell'agonia bianca) - ambientato durante la corsa all'oro del Klondike - dove viene raffigurato come un vecchietto con la fissazione delle impiccagioni: infatti la sua frase ricorrente è (rivolgendosi al proprio interlocutore) «... è un reato punibile con l'impiccagione a Langtry, Texas, figliolo!»
A Roy Bean è dedicato un albo della serie Lucky Luke dal titolo Il giudice, scritto da René Goscinny e disegnato da Morris, pubblicato nel 1959. Nella storia, Roy arresta Lucky con l'accusa di furto di bestiame, ma solo per poter mettere in scena un processo e ravvivare l'ambiente nella sua città. Con l'arrivo di un altro falso giudice, Roy si allea con Lucky per smascherarlo e cacciarlo via. La storia si conclude con la cavalleria che giunge per assicurarsi che Roy sia giudicato per la sua illegale professione, ma come fa notare, lui è l'unico giudice di Langtry, Lucky, quindi gli propone di auto-giudicarsi, cosa che egli fa, condannato a "ritirare la sua professione e a offrire un giro a tutti". Roy ricompare poi nell'albo La corda al collo, dove è raffigurato in un quadro intitolato "mentore" di un giudice corrotto, vicino di cella dei Dalton, che gli offre una mano legale nell'evitare l'impiccagione. Caratteristica del personaggi di Roy, è che ha un perenne torcicollo che gli impedisce di voltarsi con la testa: prima di fare il giudice, viene detto che truffò la gente vendendo oggetti scadenti, tra cui la corda con cui lo impiccarono.
Il giudice Roy Bean compare in una miniserie in cinque episodi del 1963 sceneggiati da Sergio Bonelli e disegnati da Sergio Tarquinio intitolata appunto Il giudice Bean e anche negli albi nn. 117-118 e nn. 635-636 di Tex: nella prima avventura, il giudice cerca di far impiccare Kit Carson, ingiustamente accusato del furto di un cavallo; nella seconda, Tex Willer e lo stesso Carson si imbattono nuovamente nel giudice Bean, del quale nel frattempo sono diventati amici, e assieme a lui sventano a San Antonio, in Texas, il rapimento della celebre attrice britannica Lillie Langtry da parte di alcuni “desperados”.